# アレクセイ・ミランチュク
アレクセイ・アンドレイェヴィチ・ミランチュク（ ロシア語: Алексей Андреевич Миранчук, IPA: [ɐlʲɪkˈsʲej ɐnˈdrʲe(j)ɪvʲɪtɕ mʲɪrɐnˈtɕuk]、1995年10月17日 - ）は、ロシア・クラスノダール地方スラビャンスク＝ナ＝クバニ出身のプロサッカー選手。ロシア代表。アトランタ・ユナイテッドFC所属。ポジションは、ミッドフィールダー。
双子の弟のアントン・ミランチュクもサッカー選手。

## 来歴

### クラブ
FCロコモティフ・モスクワのユースチームで育成された。2013年4月のプレミアリーグ・クバン・クラスノダール戦で17歳にしてスタメン出場しプロデビュー。試合は0-0のドローに終わった。2013年5月のアムカル・ペルミ戦で初ゴール。
2015年5月のロシア・カップ決勝ではロスタイムに決勝ゴールを挙げ、クラブ史上6度目の戴冠に貢献した。
2020年8月30日、アタランタBCと契約した。
2022年8月11日、トリノFCにレンタル移籍。
2024年7月30日、アトランタ・ユナイテッドFCに移籍した。

### 代表
2015年6月のベラルーシ戦で71分にユーリ・ジルコフと交代しロシア代表デビュー。途中出場から12分後に代表初ゴールをとなるチーム3点目を挙げ、4-2の勝利に貢献した。

## 代表歴

### 出場大会
- ロシア代表
  - 2018 FIFAワールドカップ

### 試合数
- 国際Aマッチ 43試合 6得点（2015年-）[5]

| ロシア代表 | 国際Aマッチ | 国際Aマッチ |
| 年         | 出場        | 得点        |
| ---------- | ----------- | ----------- |
| 2015       | 2           | 1           |
| 2016       | 3           | 0           |
| 2017       | 9           | 3           |
| 2018       | 6           | 0           |
| 2019       | 5           | 1           |
| 2020       | 3           | 0           |
| 2021       | 13          | 1           |
| 2022       | 0           | 0           |
| 2023       | 2           | 0           |
| 2024       |             |             |
| 通算       | 43          | 6           |

### 得点
| №  | 開催日         | 開催地               | 対戦国       | スコア | 結果 | 大会               |
| -- | -------------- | -------------------- | ------------ | ------ | ---- | ------------------ |
| 1. | 2015年6月7日   | ヒムキ               | ベラルーシ   | 3–2    | 4–2  | 親善試合           |
| 2. | 2017年3月28日  | ソチ                 | ベルギー     | 2–3    | 3–3  | 親善試合           |
| 3. | 2017年10月7日  | モスクワ             | 韓国         | 4–0    | 4–2  | 親善試合           |
| 4. | 2017年11月14日 | サンクトペテルブルク | スペイン     | 2–2    | 3–3  | 親善試合           |
| 5. | 2019年11月19日 | セラヴァッレ         | サンマリノ   | 3–0    | 5–0  | UEFA EURO 2020予選 |
| 6. | 2021年6月16日  | サンクトペテルブルク | フィンランド | 1–0    | 1–0  | UEFA EURO 2020     |
| 7. | 2024年3月21日  | モスクワ             | セルビア     | 3–0    | 4–0  | 親善試合           |

## タイトル
ロコモティフ
- ロシア・カップ : 2012-15, 2016-17，2018-19
- ロシアサッカー・プレミアリーグ : 2017-18
- ロシア・スーパーカップ : 2019

アタランタ
- UEFAヨーロッパリーグ : 2023-24